# Pedicularis kansuensis
Pedicularis kansuensis är en snyltrotsväxtart. Pedicularis kansuensis ingår i släktet spiror, och familjen snyltrotsväxter.

## Underarter
Arten delas in i följande underarter:
- P. k. albiflora
- P. k. kansuensis
- P. k. kokonorica
- P. k. villosa
- P. k. yargongensis